# 23816 Рохіткамат
23816 Рохіткамат (23816 Rohitkamat) — астероїд головного поясу, відкритий 17 серпня 1998 року.
Тіссеранів параметр щодо Юпітера — 3,310.